# Amplicephalus eusebius
Amplicephalus eusebius är en insektsart som beskrevs av Cheng 1980. Amplicephalus eusebius ingår i släktet Amplicephalus och familjen dvärgstritar. Inga underarter finns listade i Catalogue of Life.